# Sprængsnor
Sprængsnor, også kaldet detonerende tændsnor, er et eksplosiv – Sprængsnor er opbygget med en kerne af sprængstoffet pentrit (PETN), pentrit bruges også til fremstilling af plastisk sprængstof. Sprængstofkernen er fastholdt af et lag garn, og uden på garnet er der støbt et vandtæt lag plast.
Sprængsnor anvendes til overføring af detonation fra detonator til sprængladning eller fra en sprængladning til en anden. Sprængsnor anvendes endvidere som pibeladning ved sprængning af beton og ved oversprængning af træ m.v. Sprænghastigheden for sprængsnor er ca. 7.400 m/s.
Den korrekte navn for pentrit er: pentaerythrityltetranitrat
| Kemi | Spire Denne artikel om kemi er en spire som bør udbygges. Du er velkommen til at hjælpe Wikipedia ved at udvide den. |